# Richard Magyar
Richard Magyar, né le 3 mai 1991 à Malmö en Suède, est un footballeur suédois qui évolue au poste de défenseur central avec le club d'Hammarby IF.

## Biographie

### Halmstads BK
Natif de Malmö en Suède, Richard Magyar est formé par l'Halmstads BK. Il joue son premier match avec l'équipe première le 5 mai 2010, lors d'un match d'Allsvenskan face au Kalmar FF. Il est titulaire en défense centrale lors de cette rencontre, qui se solde par la défaite des siens sur le score de un but à zéro.
Avec le club d'Halmstads, il dispute 79 matchs en première division, inscrivant deux buts, et 27 matchs en deuxième division, marquant quatre buts.

### FC Aarau
Le 17 janvier 2015, Magyar signe en faveur du club suisse du FC Aarau.
Avec cette équipe, il dispute seulement sept matchs en première division suisse.

### Hammarby IF
Le 7 juillet 2015, est annoncé le retour de Magyar dans son pays natal, le défenseur s'engageant avec le club d'Hammarby IF.
Il dispute avec Hammarby 41 matchs en première division en trois saisons, marquant un but. Il dispute également les demi-finales de la Coupe de Suède en 2016, en étant battu par le BK Häcken.

### Greuther Fürth
Avec le club allemand du Greuther Fürth, il joue 47 matchs en 2. Bundesliga, inscrivant quatre buts.

### Retour au Hammarby IF
Le 11 juillet 2019, Richard Magyar effectue son retour à l'Hammarby IF, en signant un contrat de trois ans. Il joue son premier match le 22 juillet 2019 contre l'IF Elfsborg, lors d'une rencontre d'Allsvenskan. Il est titulaire et son équipe l'emporte par cinq buts à deux. Lors de cette saison 2019, il inscrit avec cette équipe deux buts en première division suédoise. Le premier le 15 septembre 2019, lors de la large victoire de son équipe face à l'IFK Göteborg en championnat (6-2) et le second face au Malmö FF le 20 octobre suivant, où son équipe s'impose (2-0). L'Hammarby IF termine troisième du championnat cette saison-là et se qualifie ainsi pour le deuxième tour de qualification pour la Ligue Europa 2020-2021.

### En sélection
Richard Magyar joue son premier match en faveur de l'équipe de Suède espoirs le 7 octobre 2010, en amical face à l'Autriche. Débutant comme remplaçant, il entre en jeu lors de cette partie, qui se solde par un match nul (1-1). Au total, il reçoit quatre sélections avec les espoirs.